# Беляки (Полтавская область)
Беляки́ (укр. Біляки) — село в Семёновском районе Полтавской области Украины. Является административным центром Беляковского сельского совета, в который, кроме того, входят сёла Грицаи и Подол.
Код КОАТУУ — 5324580401. Население по переписи 2001 года составляло 885 человек.

## Географическое положение
Село Беляки находится на левом берегу реки Хорол, выше по течению на расстоянии в 3 км расположено село Заичинцы, ниже по течению на расстоянии в 2,5 км расположено село Радаловка, на противоположном берегу — село Подол.
Вокруг села много ирригационных каналов. На одном из ручьёв сделана большая запруда.

## История
На карте середины XVII века работы Гийома де Боплана село отмечено как Голяки. В 1648—1781 годах село принадлежало к Хорольской сотне Миргородского полка.
В 1768 году в селе была построена Покровская церковь, в традициях украинской народной архитектуры. Церковь стояла в историческом центре села на холме над рекой Хорол. В начале XX века церковь заменил храм, построенный в епархиальном стиле. В 1950 году церковь разобрали. На её месте до сих пор стоит каменная церковь эклектичной архитектуры.
В 1782 году население села состояло преимущественно из крепостных крестьян (казенных и помещичьих). Также проживали выборные казаки. Их снаряжали на деньги несколько казацких хозяйств, которые в то время существовали в деревне. К ним принадлежали семьи: Цапенко, Даценко, Козловские, Кравченко, Дериды, Скрипники.
Село указано на карте частей Киевского, Черниговского и других наместничеств 1787 года как Белики
В июле 1845 года село по поручению Киевской археологической комиссии посетили Тарас Шевченко и Виталий Васильевич Родзянко, которые осмотрели на окраине села руины древней постройки — «Мечети».
В 1859 году в селе имелось 270 дворов, проживало 687 мужчин и 748 женщин, работало 4 завода, велось служение в православной церкви.

## Экономика
- ЧП «Нива».

## Объекты социальной сферы
- Школа.

## Известные люди
В селе родился советский искусствовед Михаил Цапенко.

## Галерея
- Церковь в селе
- Река Хорол в селе
- Школа в селе
- Дорога из Бакумовки в Беляки